# Mehmet K. Atatür
Mehmet Kutsay Atatür (* 15. Februar 1947 in Bahçelievler, Provinz Ankara) ist ein türkischer Hydrobiologe und Herpetologe.

## Leben
Atatür ist der Sohn von Ferda Hanım und Abdurrahman Bey Atatür. 1971 erlangte er sein Biologiediplom an der naturwissenschaftlichen Abteilung der Ege Üniversitesi mit der Bewertungsstufe magna cum laude. 1972 wurde er Assistent an derselben Abteilung. 1973 schloss er sein Masterstudium unter der Leitung von Muhtar Başoğlu mit der Magisterarbeit Morphologisch-taxonomische Untersuchungen an Populationen von Triturus vittatus (Salamandridae) in Südanatolien im Fachbereich Zoologie der Ege Üniversitesi ab. 1978 wurde er mit der Dissertation Morphologie und Osteologie von Trionyx triunguis (Reptilia, Testudines), Biotop und Verbreitung in Anatolien unter der Leitung von Muhtar Başoğlu zum Ph.D. promoviert. 1983 wurde er Assistenzprofessor an der naturwissenschaftlichen Abteilung der Ege Üniversitesi. Im selben Jahr absolvierte er erfolgreich die Zentrale Fremdsprachenprüfung, wo er vom Interuniversitären Rat ein Leistungszertifikat für Englisch erhielt. 1984 hielt er Vorlesungen und leitete Laborpraktika an der Fakultät für Naturwissenschaften und Literatur an der Fırat Üniversitesi in Elazig. Hier baute er auch das Labor für Tierhistologie auf. 1985 wurde er zum außerordentlichen Professor in Zoologie ernannt und 1994 wurde er Professor für Hydrobiologie.
Neben seiner Arbeit in verschiedenen zoologischen Laboratorien unterrichtete Atatür Allgemeine Zoologie, Allgemeine Biologie, Zellbiologie, Systematik der Wirbellosen, Tierhistologie, vergleichende Anatomie, Zoogeographie und Evolution in den Masterstudiengängen sowie Amphibienbiologie und Fototechnik für Biologen in den Doktoratsstudiengängen. Er war Fakultätsratsmitglied der Ege Üniversitesi und Mitglied des Fakultätsvorstandes. Von 1993 bis 1995 war er technischer Berater im Technologischen Institut der Ege Üniversitesi in Izmir. Er war Vizepräsident der Biologischen Abteilung und übernahm von 1994 bis zu seinem Ruhestand im Jahr 2003 die Leitung der Abteilung für Hydrobiologie. Atatür ist seit 1973 mit der Biologielehrerin Azize Nihal verheiratet. Das Paar hat zwei Kinder und ein Enkelkind.
Atatür beschrieb die Salamanderart Lyciasalamandra fazilae (Basoglu & Atatür, 1974), die Salamanderunterarten Lyciasalamandra luschani finikensis (Başoğlu und Atatür, 1975),  und Lyciasalamandra luschani basoglui (Baran und Atatür, 1980) sowie die Krötenart Rana tavasensis Baran und Atatür, 1986.
Atatür war als Autor oder Co-Autor an den Büchern Zooloji terimleri sözlüğü İngilizce-Türkçe, Turkish Herpetofauna: Amphibians and Reptiles, Kuzey Kıbrıs'ın kurbağa ve sürüngenleri (Amphibians and reptiles of Northern Cyprus), Omurgalilarin karşilaştirmali anatomisi Ders Kitabı, Omurgasızlar biyolojisi, Omurgasızlar biyolojisi: Ders Kitabı, Türkiye deniz kablumbağaları biyolojileri ve korunmaları (Biology and conservation of Turkish sea turtles) und Reşadiye (Datça) Yarımadası'nın kurbağa ve sürüngenleri (Amphibians and reptiles of Reşadiye (Datça) Peninsula) beteiligt.
Atatür ist Mitglied der New York Academy of Sciences und der National Geographic Society.

## Dedikationsnamen
Deniz Yalçinkaya und Bayram Göçmen benannten im Jahr 2012 die Unterart Acanthodactylus schreiberi ataturi aus der Gattung der Fransenfingereidechsen zu Ehren von Atatür.